# Transport kolejowy w powiecie puckim
Transport kolejowy w powiecie puckim – fragment polskiej sieci kolejowej znajdującej się na terenie powiatu puckiego. Sieć kolejowa na terenie tego powiatu składa się z dwóch linii kolejowych czynnej 213 i rozebranej 263. Linie krzyżowały się w Swarzewie. Rozwój kolei w powiecie w latach 20. XX spowodował rozwój turystyki na Mierzei Helskiej.

## Historia

### Geneza
W latach 80. i 90. XIX wieku sieć kolejowa w Prusach zaczęła się zagęszczać. Po wybudowaniu głównych magistrali zaczęły powstawać linie lokalne łączące miasta powiatowe.

### 1897–1920
W grudniu 1897 roku rozpoczęto budowę pierwszego odcinka współczesnej linii 213 – z Redy do Pucka. Został on otwarty 15 grudnia 1898 roku, pomimo bardzo trudnych warunków geologicznych i geomorfologicznych. Od razu linia miała dochodzić do Krokowej jednakże budowę tego odcinka rozpoczęto dopiero w 1901 roku a oddano w roku 1903. Na odcinku Puck – Swarzewo, linia ta była przedłużeniem obecnej linii 213, dalej linią 263. Linia do Krokowej została zbudowana, a później zarządzana, przez spółkę Kleinbahn-Aktiengesellschaft Putzig – Krockov, w której akcjonariuszami byli Skarb Państwa, Prowincja Zachodniopruska, Powiat Pucki, Lenz & Co oraz Graf von Krockov. Początkowo rozważano budowę linii aż do Żarnowca i Odargowa, jednakże ze względu na koszty z przedłużenia zrezygnowano. Prace budowlane prowadziła spółka Lenz & Co z Berlina.

### 1920–1945
W roku 1918 Polska odzyskała niepodległość. Granice na Pomorzu ustalono dopiero w 1920. Wówczas powiat pucki znalazł się w Polsce. Z powodu kłopotów w zaopatrzeniu w węgiel niezbędny dla parowozów została w 1920 wprowadzona komunikacja zastępcza za pomocą powozów. Podobna sytuacja panowała w tym czasie na różnych innych pomorskich liniach. Stacja w Pucku była najbliżej morza położonym obiektem na sieci PKP, dlatego zbudowano w Pucku tymczasowy port wraz z bocznicą kolejową.
W 1921 zawieszono, na pół roku przewozy na odcinku Puck – Krokowa. Zawieszenie to było związane z budową linii kolejowej na Hel oddanej w 1922 r. W tym samym czasie rozwiązała się spółka Kleinbahn-Aktiengesellschaft Putzig – Krockov, gdyż państwowy akcjonariusz nie był zainteresowany zagraniczną linią, samorządowi przestali formalnie istnieć, natomiast prywatni nie poradzili sobie z obciążeniem finansowym. 1 kwietnia 1922 linia przeszła pod zarząd PKP. Przejście pod polski zarząd spowodowało między innymi lepsze skomunikowanie na stacji Puck z pociągami do Helu i Gdańska. Linia na Hel została częściowo wybudowana na drodze kołowej, co spowodowało tymczasowe odcięcie Helu od sieci drogowej. Dopiero w 1923 PKP ostatecznie odbudowały zniszczoną drogę. Trudnością podczas budowy linii na Hel było dostarczenie materiałów, w tym drewna. Nie można było ściąć zbyt dużej liczby drzew, gdyż stanowiły one ochronę mierzei. Budowa dworców w miejscowościach nadmorskich trwała jeszcze do końca lat 20. W 1928 dobudowano linię ze stacji Hel do portu w Helu. Wówczas to linia 213 osiągnęła swoją maksymalną długość. Początkowo na mierzei linia była obsługiwana przez rybaków za pomocą wagonu napędzanego wiosłami, którymi odpychano się od podkładów, a w sprzyjających warunkach za pomocą żagla.
6 września 1929 na linii do Krokowej zdarzył się niegroźny wypadek. Pociąg osobowy z Pucka do Krokowej wykoleił się kilkaset metrów przed stacją końcową. Jedynym poszkodowanym był konduktor pocztowy, który doznał wstrząśnienia mózgu. W 1929 linia ta przeszła remont kapitalny. Do remontu użyto szyn, pochodzących z rozebranych linii, wytopionych pod koniec XIX wieku. W latach 1936–1937 wyremontowano most na Płutnicy.
W XX-leciu międzywojennym linia ta była obsługiwana przez parowozy OKl27, kursujące na trasie Gdynia – Puck – Gdynia oraz opalane olejem parowozy Tp3, które obsługiwały trasę Puck – Hel – Puck. Pod koniec lat 30. na Hel zaczęły docierać pociągi dalekobieżne z Warszawy oraz południa Polski.
Rozwój kolei spowodował rozwój gospodarczy na Mierzei Helskiej, powodując, że dotychczas rybackie wioski przeistaczały się w kurorty oblegane latem przez turystów z pozostałej części Polski.

### 1945–1989
W PRL ze względu na duże znaczenie militarne Helu, dostęp turystów do Helu był ograniczony. Mogli oni przyjeżdżać do miasta tylko koleją.
W 1964 do obsługi linii Puck – Krokowa wprowadzono trakcję spalinową.
W 1978 PKP zapowiadały szybkie wycofanie parowozów z ruchu pasażerskiego oraz z ruchu towarowego na liniach o trudnym profilu w Północnej DOKP. W 1978 na terenie całej dyrekcji było 13 sprawnych parowozów, głównie obsługujących manewry. Ostra zima 1978/1979 spowodowała jednak powrót parowozów. W tym samym roku przeprowadzono modernizację linii na odcinku Reda – Władysławowo. Podczas remontu między innymi wymieniono szyny lekkie na szyny S49.
W latach 70. ze względu na zaniedbania w remontach drastycznie spadała prędkość przejazdu do Krokowej. Kolej zaczęła przegrywać z bardziej elastycznym transportem autobusowym. W 1979 zawieszono po raz drugi przewozy na linii Puck – Krokowa, pociągi wróciły do Krokowej w maju 1983. Krótko przed wznowieniem przewozów linię po raz ostatni zmodernizowano. W celu zwiększenia atrakcyjności pociągi do Krokowej zaczynały bieg w Redzie, gdzie była możliwość przesiadki na pociągi SKM kursujące do Trójmiasta i Wejherowa.
W 1979 zaprzestano korzystać z przystanku Hel Bór.
W 1982 zmodernizowano linię 213 na odcinku Władysławowo – Hel. Zakres remontu był taki sam jak na pozostałym odcinku tej linii. W 1983 i 1989 wykonano ponowny remont nawierzchni pomiędzy Redą a Mrzezinem.

### Po 1989

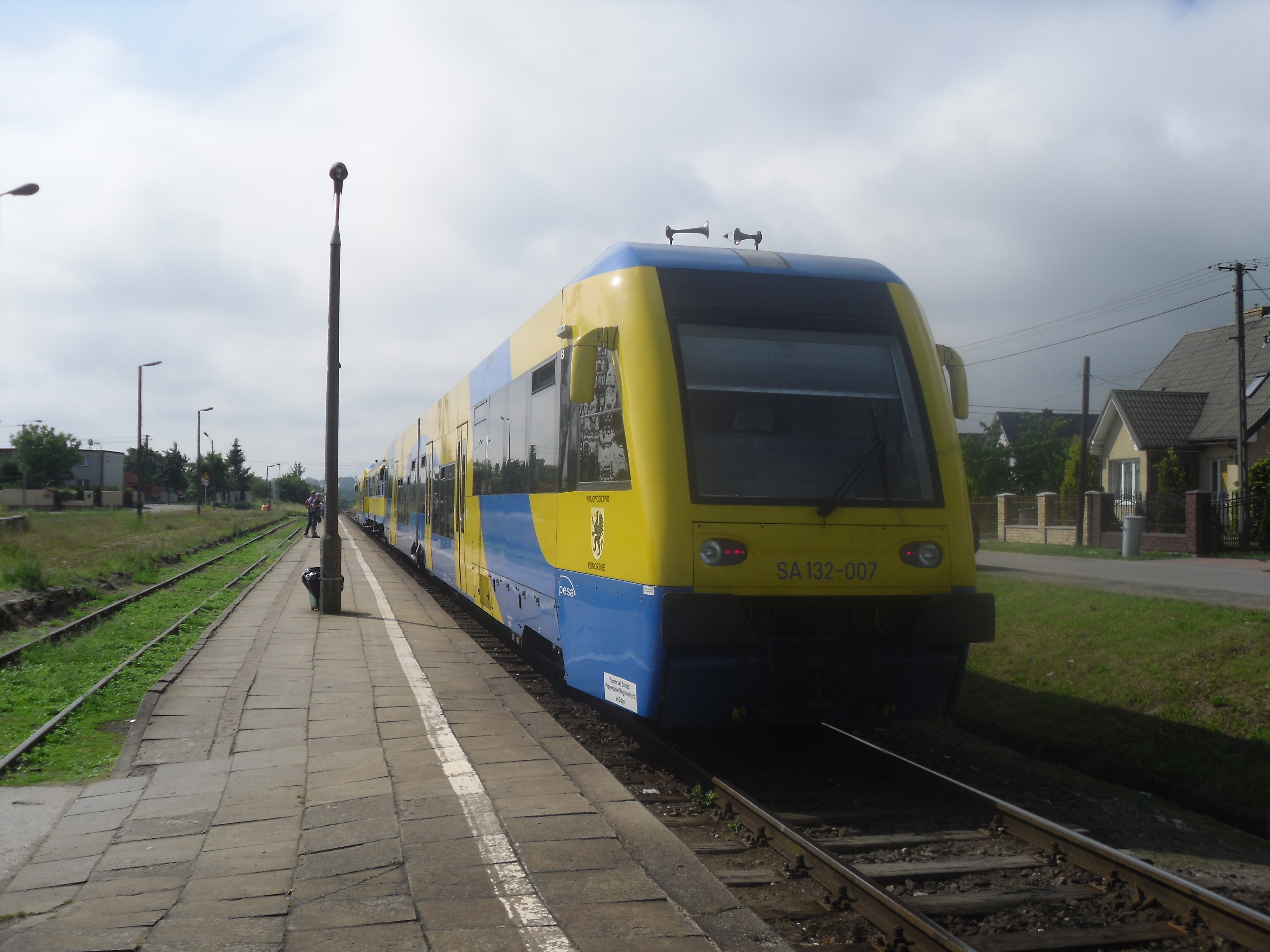
Wakacyjny pociąg osobowy w składzie SA106+120A+SA132 (2009)

Po raz trzeci ruch kolejowy z Pucka do Krokowej został zawieszony na przełomie lat 80. i 90. W maju 1989 na tej trasie przestały kursować pociągi osobowe, a w 1991 również towarowe. Od tego czasu po linii kolejowej nr 213 jeżdżą tylko pociągi osobowe pomiędzy Gdynią a Helem (część relacji bywa skrócona do Władysławowa lub Pucka) oraz wakacyjne pociągi dalekobieżne.
26 września 1993 ze stacji Puck odjechał ostatni planowy pociąg pasażerski prowadzony trakcją parową.
W 1998 linia nr 213 została zmodernizowana. Stacje zostały wyposażone w urządzenia SRK sterowane zdalnie z Gdyni, przez co obsługa stacji (oprócz kas biletowych) stała się zbędna.
W marcu 2001 dzięki interwencji i dofinansowaniu samorządu województwa pomorskiego linia została uratowana przed likwidacją.
Po 2000 były jeszcze próby reaktywacji linii do Krokowej chociażby do jazd drezynowych. Latem 2005 został ogłoszony przetarg na rozbiórkę tej linii.
W 2005 do obsługi połączeń lokalnych pomiędzy Gdynią a Helem zaczęto stosować szynobusy i spalinowe zespoły trakcyjne wyprodukowane przez PESA Bydgoszcz. W 2006 pojazdy te przejęły całość przewozów poza sezonem. W sezonie letnim ze względu na zwiększenie liczby podróżnych stosowane są składy tradycyjne.
11 listopada 2010 Newag Nowy Sącz przekazał dwa dwuczłonowe SZT SA137, do końca roku zostały jeszcze przekazane 3 z 4 kupionych przez województwo pomorskie pojazdów trójczłonowych SA138, a czwarty z nich pojawił się na początku 2011. Pojazdy te zostały kupione ze środków Regionalnego Programu Operacyjnego dla województwa pomorskiego na lata 2007–2013 i przypisane zostały do obsługi połączeń Kościerzyna – Gdynia – Kościerzyna i Gdynia – Hel – Gdynia. Wyparły one stosowane dotychczas pojazdy wyprodukowane przez bydgoską PESĘ.
5 października 2011 podpisano umowę z firmą Salcef Costruzioni Edili E Ferroviarie na rewitalizację całej linii nr 213. Remont rozpoczął się wiosną 2012 i spowodował od 10 września 2012 r. czasowe zamknięcia linii. Ze względu na zwiększone przewozy podczas wakacji ruch pociągów został odwieszony na wakacje 2013 r.

## Linie kolejowe

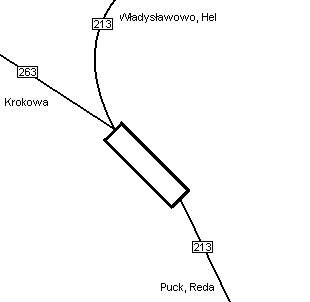
Schemat węzła w Swarzewie

Na terenie powiatu znajdują się dwie linie kolejowe 213 i 263. Linie krzyżują się w Swarzewie, jedynym węźle na terenie powiatu.

### Linia kolejowa nr 213
Linia kolejowa o długości 61,669 km, łącząca Redę z Helem. Jest jedyną w Polsce normalnotorową linią kolejową leżącą na mierzei. Linia powstawała etapami od 1879 do 1928. Ostateczną swoją długość osiągnęła w 1922. Dobudowany w 1928 odcinek do portu Hel został później rozebrany. Linia jest niezelektryfikowana i jednotorowa. Ze względu na obsługę miejscowości turystycznych przewozy wykazują bardzo dużą sezonowość.

### Linia kolejowa nr 263
Linia kolejowa o długości 17,404 km łącząca Swarzewo z Krokową. Ruch pociągów pasażerskich został wstrzymany w 1989 a towarowy w 1991. Linia została rozebrana pod koniec 2005.

## Stacje i przystanki

### Czynne
| Nazwa             | Zdjęcie | Liczba krawędzi peronowych | Infrastruktura                                 | Źródło |
| ----------------- | ------- | -------------------------- | ---------------------------------------------- | ------ |
| Chałupy           |         | 1                          |                                                | [ 31 ] |
| Hel               |         | 3                          | Kasa biletowa                                  | [ 32 ] |
| Jastarnia         |         | 2                          |                                                | [ 33 ] |
| Jastarnia Wczasy  |         | 1                          |                                                | [ 34 ] |
| Jurata            |         | 2                          |                                                | [ 35 ] |
| Kuźnica (Hel)     |         | 3                          |                                                | [ 36 ] |
| Mrzezino          |         | 2                          |                                                | [ 37 ] |
| Puck              |         | 4                          | Kasa biletowa, rampa, nieczynna lokomotywownia | [ 38 ] |
| Swarzewo          |         | 3                          |                                                | [ 39 ] |
| Władysławowo      |         | 3                          | Kasa biletowa                                  | [ 40 ] |
| Władysławowo Port |         | 1                          |                                                | [ 41 ] |
| Żelistrzewo       |         | 1                          |                                                | [ 42 ] |

### Nieczynne
| Nazwa           | Zdjęcie | Liczba krawędzi peronowych | Źródło |
| --------------- | ------- | -------------------------- | ------ |
| Hel Bór         |         | 1                          | [ 43 ] |
| Kłanino         |         | 1                          | [ 44 ] |
| Krokowa         |         | 2                          | [ 45 ] |
| Łebcz           |         | 1                          | [ 46 ] |
| Radoszewo       |         | 1                          | [ 47 ] |
| Sławoszyno      |         | 1                          | [ 48 ] |
| Starzyński Dwór |         | 1                          | [ 49 ] |

## Kolejka wojskowa w Helu
Na terenie powiatu działa kolejka wojskowa w Helu. Kolejka służyła głównie do przewozu amunicji używanej przez Wojsko Polskie w Regionie Umocnionym Hel. Jest to jedyna kolejka wojskowa w Polsce, która została odtajniona i z której częściowo mogą korzystać cywile. Kolejka jest zarządzana przez Komendę Portu Wojennego w Helu.